# Jaew bong

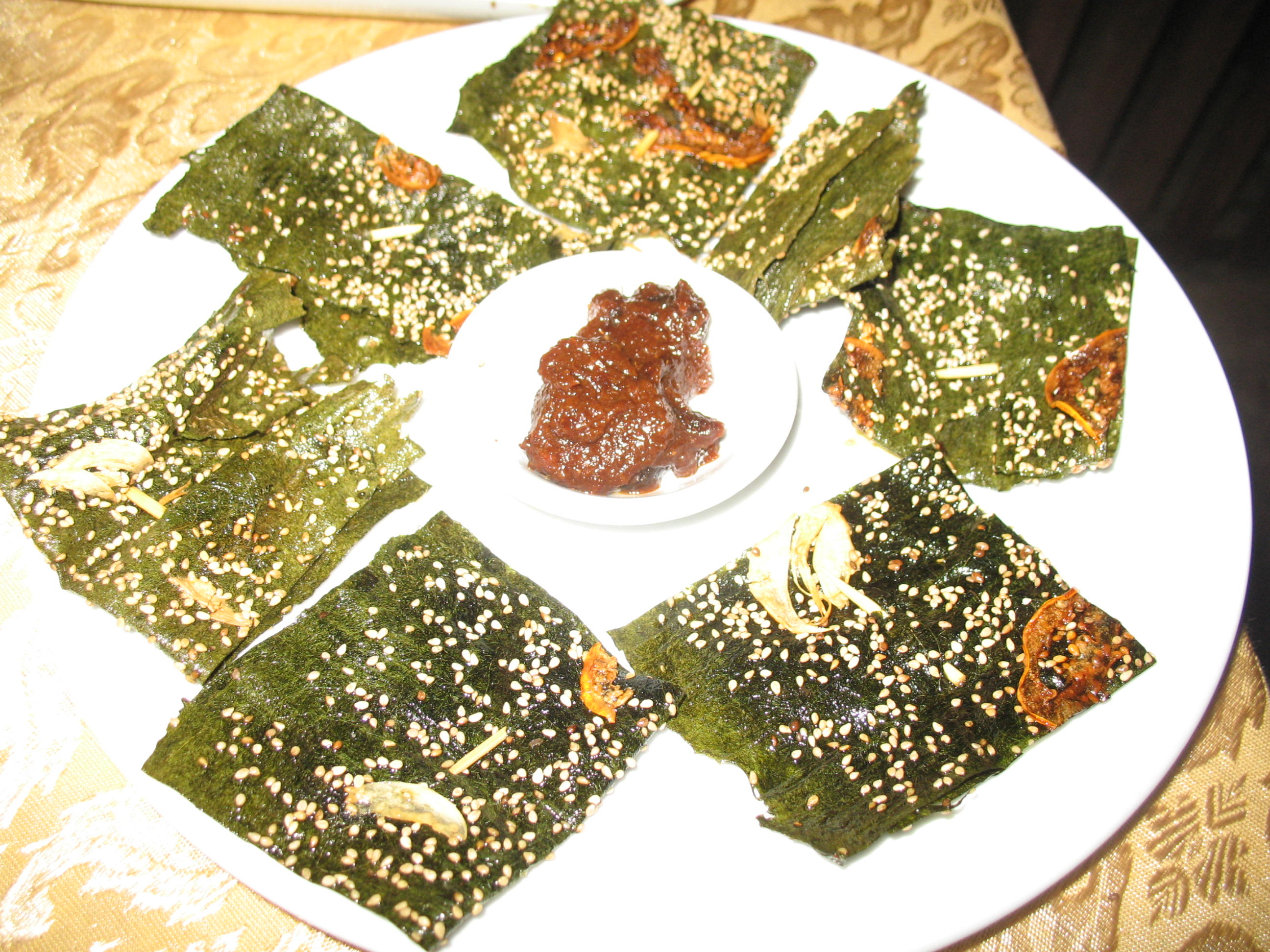
Jaew bong con kaipen.

Jaew bong (Lao: ແຈ່ວບອງ) se trata de un condimento en forma de pasta que muestra un sabor mezcla en dulce y picante. es muy popular en la Gastronomía de Laos y se elabora con chiles, galangal y otros ingredientes. No obstante uno de los ingredientes más típicos es la piel del Búfalo de agua. 

## Usos
El Jaew bong se suele emplear como una salsa dip con arroz glutinoso o verduras ligeramente hervidas. Es una de los condimentos más usados en la cocina de Laos.
- Datos: Q5794326